# Кваркова зоря
Кваркова зоря — гіпотетичний астрономічний об'єкт, що складається з так званої «кваркової матерії». Вважають, що такі зірки займають проміжне місце між нейтронними зорями та чорними дірами.
Поки не зрозуміло, чи є перехід речовини у кварковий стан зворотним. Іншими словами, невідомо, чи перейде кваркова матерія в нейтронну при зменшенні тиску. Як показує моделювання, в «кварковому газі», з якого, імовірно, складається зірка, має бути велика кількість S-кварків (англ. Strange — дивний кварк), тому іноді кваркові зорі називають ще й «дивними».

## Зірки-кандидати
Станом на 2015 рік існування таких зір вважають недоведеним. Існують теоретичні передумови для переходу нейтронних зір у кваркові. Відбір пульсарів у кандидати здійснюють на підставі аналізу їх періоду обертання на предмет можливого перевищення межі швидкості обертання нейтронних зір. Наприклад, гаданою кварковою зіркою вважають пульсар XTE J1739-285, який обертається дуже швидко. Маса таких об'єктів має бути близькою до верхньої межі мас нейтронних зір і, згідно з останніми дослідженнями, перебувати в межах 2—2,5 маси Сонця. Вважають, що можливо такі об'єкти складаються з кваркової матерії:
- RX J1856.5-3754. Цей об'єкт був спочатку відкритий як нейтронна зоря, що перебуває на відстані 150 світлових років, проте 2002 року Дж. Дрейк (JJ Drake) з колегами за допомогою уточнених даних, отриманих телескопом «Чандра», припустив, що тіло може бути кварковою зіркою, віддаленою на відстань близько 400 світлових років, з радіусом 3,8—8,2 км (проти 12 км у нейтронної зорі)[5]. Це припущення, проте, згодом не підтвердилося. Нові спостереження цієї зірки підтвердили отриману Дрейком та ін. оцінку відстані, проте покращений аналіз спектра привів до переоцінки радіуса, який виявився істотно більшим[6][7];
- Науковці з канадського університету Калгарі припускають, що залишок яскравої наднової SN 2006gy, виявленої 18 вересня 2006 р., можливо є кварковою зорею;
- Релятивістські об'єкти на місці наднових SN 2005gj і SN 2005ap;
- 3C 58[8][9].

## Об'єднані взаємодії
Додаткові відомості: Єдина теорія поля, Хронологія Великого вибуху
Цей тип об'єктів має містити речовину в стані, для якого одночасно діють всі чотири фундаментальні взаємодії матерії, відомі сучасній фізиці:
1. Гравітаційна взаємодія;
2. Електромагнітна взаємодія;
3. Слабка взаємодія;
4. Сильна (ядерна) взаємодія.